# Ваздушни напад на Плзењ 26. априла 1942.
Ваздушни напад на Плзењ 26. априла 1942. или операција Canonbury била је заједничка операција британског Краљевског  ратног ваздухопловства (РАФ) и чехословачког покрета отпора у пролеће 1942. године, током Другог светског рата.   Ноћни налет бомбардера РАФ-а на западночешки град Плзењ имао је за циљ да оштети или уништи погоне Шкоде. Иако је пре овог налета било још неколико покушаја бомбардовања главних постројења фабрике оружја Шкода, овај налет је требало да буде прво успешно бомбардовање Плзења, јер су претходни покушаји били неуспешни. 
Био је то пети покушај бомбардовања Плзења, од укупно 17 колико их је изведено током Другог светског рата. И овај напад као и први од 21. октобра, други од 28. октобра и трећи од 20. новембра 1940. године и четврти од 29. октобра 1941. резултовао је неуспехом, јер се бомбардовање постројења Шкода и града уопште није догодило због проблема које су пилоти имали са проналажењем циља, и правовременог деловања непријатеља у спречавању активности чехословачког покрета отпора, након издаје једног од падобранаца, Карела Чурде.

## Позадина догађаја
Плзењски погон Шкоде, као део немачког инжењерског концерна Reichswerke Hermann Göring од почетка окупације Чехословачке у Другом светском рату, био је веома важан за нацистичку Немачку, јер је у том историјском раздобљу био једна од највећих фабрика оружја у Европи. Шкода је својом продукцијом помогла у вођењу агресивне и експанзионе политике Немачке, испоручујући нацистичкој Немачкој војсци квалитетан и модеран арсенал ратне опреме и наоружања.
У првој половини рата, оружје из Шкоде било је углавном чехословачке конструкције, и управо из ових разлога погони Шкода са седиштем у Плзењу постали су мета број један британских ваздушних напада на територију некадашње Чехословачке, а у време Другог светског рата Протекторат Чешка и Моравска, како би се уништавањем погона Шкода значајно смањила борбена способност немачке и евентуално тиме спречила да настави рат.

## Проблеми са навигацијом и ноћни летови
Током дневних активности изнад непријатељске територије у мају и јуну 1940. године, РАФ је забележио скоро шест процената губитака у поређењу са мање од три процента губитака у ноћним активностима. Слабо наоружани и спори британски бомбардери током дана били су лака мета немачке одбране. Ова ограничења у ваздуопловима утицала је на доношење одлуке да се ваздушни напади изводе углавном у ноћним часовима. Тако је у јесен 1940. године дошло до промена у стратегији РАФ-а: ноћни препади су имали предност, а током дана извођене су само мање и специјализоване операције.
Међутим, ноћна дејства биле су компликована отежаном навигацијом до одредишта удаљених преко 1.000 км од аеродрома са којих су авиони полетали, јер није било адекватних техничких средстава за ту намену. Пилоти су 1940. и 1941. године имали врло ограничене ресурсе да одреде правац лета и пронађу циљ. Ослањали су се углавном на обичан компас, мапе и израчунавање времена доласка изнад одредишта. У ведрој ноћи могли су да се оријентишу према звездама и вероватно према видљивим елементима пејзажа испод себе, током облачности или магле било је јако тешко или чак немогуће одредити локацију циља. Ветар је такође био један од проблема у навигацији, јер је бочни ветар мењао правац и брзину авиона, па су на ветру летелица била пред циљем ван предвиђеног времена доласка. Имајући ово у виду Британско ваздухопловство је на путу до Плзења 1940. и 1941. године било на ивици могућности летења, јер се овај циљ налазио на самој граници домета тадашњих британских летелице.

## Претходни напади
Први напад 1940.
На захтев чехословачке владе у егзилу у Лондону , РАФ је извео први ваздушни напад на Плзењ у Другом светском рату у ноћи 20. на 21. октобар 1940 године. Једанаест авиона из састав 58. ескадриле 4. бомбардерске групе полетело је са РАФ-овог аеродрома у близини Јорка. Два бомбардера Армстронг Вхитвортх Вхитлеи Мк.Вморали су се убрзо вратила због квара а преосталих 9 авиона одлетело је у циљно подручје. Међутим, изнад Плзења у моменту налаета авиона било је јаких облака, који нису дозвољавали визуелно већ само слепо бомбардовање. Неке посаде бациле су барем неколико свежања летке а авиони су потом кренули нзада за Енглеску. Успут су бомбардирали алтернативне циљеве у Немачкој. Због знатне удаљености Плђења, који је био на граници домета летелица, три летелице су имале проблема се надостатком горива. Две су хитно слетеле на британску обалу, а трећу је оборио немачки ноћни ловац. Ваздушни напад је општи фијаско, јер су авиони одлетели на погрешно место, и уместо бомби на Шкоду бацали су само летке на села у регији Бероун, а по повратку са задатка РАФ је имао три уништена авиона и губитак неколико пилота и чланова посаде.
Други напад 1940.
Након несуспешног првог напада на Плзењ 21. октобра 1940. РАФ је одлучио да напад понови што пре. Његова 51. бомбардарска ескадрила стационирана на аеродрому у Јорку добила је задатак да изведе тај напад. После кашњења, због неколико отказовања полетања, коначно је осам авиона полетело на задатака са аеродрома Свантон Морлеи 27. октобра.
Због густих облака и навигационе нетачности посаде, Плзењ поново није пронађен, авиони уопште нису прелетели преко Шкодиног Завода и бомбе нису бачене. У повратку посаде авиона су бомбе бацале на алтернативне циљеве у Немачкој, окупираној Холандији и Белгији. Напад на Плзењ без бомбардовања примарног циља, поново је био неуспешан, иако су летелице гађале алтернативне циљева, и вратиле се без оштећења.
Трећи напад 1940.
Двоструки неуспех није умањио одлучност РАФ-а да понови бомбардовање у ноћи 19. на 20. новембар 1940. године, али догодиле су се бројне промене. Посаде из неколико ескадрила 5. командне групе бомбардера кренуле су у напад. Увече је осам бомбардера полетело са додатним резервоарима за гориво, али један од авиона се убрзо вратио због квара на рдио станици.
Преостали авиони летели су по лошем, облачном времену и магли, што им је омогућило оријентације само према непоузданим проценам времена доласка на циљ. Када су авиони наводно стигли у циљно подручје и трагали за циљем, на летелицама је почело да се јавља залеђивање. Два авиона су бацила бомбе на наводну мету, а други авиони су углавном бомбардовали алтернативне циљеве у Немачкој. Ваздушни напад на Плзењ и комбинат Шкода и по четврти пут био неуспешан.
Четврти напад 1941.
Још један покушај напада на савезнике догодио се у ноћи са 28. на 29. октобар 1941. године, у коме бомбардери поново нису стигли до одредишта и бацили су свој терет у повратку на немачку територију.  
После ова четири неуспешна напада британских бомбардери нису прелетали западночешку метрополу све до до априла 1942.  године.

## Припрема
Едвард Бенеш , вођа и представник чехословачког покрета  отпора у иностранству , желео је да спроведе важну активност у сарадњи са домаћим покретом отпором како би промовисао своје циљеве у Лондону.  Успехом догађаја очекивао је велики одзив присталица његовом  покрету у свету.
У акциони план  операције Canonbury поред РАФ-а биле су укључене:
- чехословачка обавештајна служба,
- Друго одељење лондонског Министарства националне одбране,
- чехословачки падобранци ,
- чехословачки припадници покрета отпор,
- извршни директор за специјалне операције, британског одељење МИ6 за специјалне операције.[11]

Главни циљ напада авиона био је уништење фабрике Шкода у Плзењу,  а други циљ  ранжирна станица у Плзењу, са које су одвожени сви производи Шкоде на разна бојишта.
Време напада требало је да буде нешто после поноћи у суботе на недељу, које је намерно  изабрано, са намером да се спасу животи чешких радника, јер се није очекивало њихово масовно присуство у фабрици током викенда и у касним ночним часовима.
Паралелно са бомбардовањем требало је да буде изведена и саботажа коју су планирали радници Шкоде да би уништили најважнију опрему фабрике.  Чланови илегалне групе отпора „ Вашек-Ченек “ коју су предводили Вацлав Хономихл, радник Шкоде, и Ченек Шилингер, закупац пиваре у Церховицама,  требало је да укључе аларме пре налета авиона и упозоре запослене у Шкоди.  Домаће групе отпора прикупиле су информације потребне за очекивани напад на Шкоду много пре него што су падобранци стигли у Плзењ.  Израђени су детаљни планови фабрике и означени сви положаји противваздухопловне одбране.

## Садејство са падобранацима
Чехословачки падобранци из група Out Distance, Anthropoid a Silver A.  требало је де учествују у овом ваздушном догађају.  Дана 14. априла падобранци из групе Silver A. на челу са поручником Алфредом Бартошом и радио-оператером Јири Потучек , одржавали су везу са Лондоном преко ради станице британске производње Libuse Mark III кад су у телеграму добили информације о планираном бомбардовању погона Шкоде са седиштем у Плзењу до краја априла 1942. године. Падобранци су замољени да помогну пилотима у навигацији авиона до циља изнад замраченог града, јер је тачност била главни проблем у ноћним налетима на даљину у средњој Европи. Једна од могућности била је и активирање сигнални пожара у близини фабрике када  авиони стигну блузу циља. За спровођење ове активности требало је да се побрине друга група или цивилна организација, а падобранци су требали да обавештавају Лондон о могућностима примене и времену потребном за припрему.
Четири падобранца Јан Кубиш , Јозеф Габчик , Адолф Опалка и Јосеф Валчик преселили су се у Плзењ 17. априла, а неколико дана касније, 23. априла, придружио им се и Карел Чурда. Активности су  планиране у стану породице Крал у улици Под Захорскем 1, а падобранци су били смештени у стану Кралове, Војтех и Марие Кучерове у Реслову 4, Јан и Антоније Бејбл у Чеховој 34 и Алоисијее Хрдличкова и Франтишек Крале на Клатовска 78.  Да би се падобранци, од којих су неки први пут били у Плзењу могли добро оријентисати у граду, водила их је Вера Кучерова , Мари Жиланова, Хелена Кралова и други млади људи из околине Плзеља.  У друштву девојчица падобранци нису били мање упадљиви.
Већ 18. априла преко радио станице Libuse Mark III из Лондона је стигла наредба у Плзењ да ова екипа у буде спреман од 20. априла.  Авиони су требали бити безбедно вођени до Пилзења радио-фаром, а по доласку на одредиште требали су да баце светлеће ракете и запаљиве бомбе како би настали оријентациони пожари.  
Падобранци су Лондону указали на лажни модел фабрике неколико километара западно од праве фабрике, напомињући да ће утврдити могућност да је запале. Сигнални фар је био Eureka/Beacon земаљски транспондер који је реаговао на сигнал послат са примопредајника Ребека смештеног у ваздухоплову. На територију Протектората, послата је летелица која је требала да преда припадницима покрета отпору земаљски транспондер.  Међутим, када су падобранци желели да подигну транспондер на месту где је он требало да удари у земљу (у близини Орехова), нису га пронашли. Током темељне потраге за падобранцима из ове групе, транспортер Еурека је пронађен и пао је у руке Гестапоа.
Због губитка транспондера, акција је одложена на неколико дана, а 23. априла лондонски падобранци су најавили повратак на првобитни план паљењем пар ватри. 
У петак, 24. априла, истражени су Кубиш, Габчик, Опалка и други терени, око Шкоде. Тада је као погодно место одређена штала 200 метара северно од фабрике Шкода (у неким изворима овај амбара наведена је као стог сена), и јужно од Шкоде, друга штала на североисточном ободу Старе Скврнани у улици Наде Мжи бр. 7.  Вацлав Крал је падобранцима обезбедио бензин за поуздано паљење штала. Јозеф Габчик је опозван из Плзења дан пре догађаја, тако да било какав губитак живота падобранаца не би угрозио главни циљ ваздухопловства. 
Дана 25. априла, немачки пренос ББЦ-а пружио је информације о завршетку припрема на британској страни емитовањем Славонског плеса бр. 8 Антонина Дворжака. Касније је чешка емисија емитовала фразу „Будите спремни, доћи ће дан освете“, што је значило полетање бомбардера. 
У ноћи догађаја, Валчик и Кубиш су се са Маријом Жилановом, Вером Кучеровом и два непозната младића припремили за паљење штале. Након припрема, Кубиш је све отпратио како би он и Валц могли да упале ватру у тренутку када би чуо моторе авиона. Адолф Опалка и Карел Чурда су накнадно запалили шталу у улици Наде Мжи.  
Средишна тачка између два пожара требало је да буде мета за бацање бомби.  Након паљења, Валцер и Кубиш повукли су се у скровиште са породицом Крал, а безбдно су се повукли и Опалек и Чурда.

## Ваздушни напад
У ноћи 25. априла 1942. године 128 авиона је полетело из Британије да бомбардују Немачку. Главна мета бомбардера биле су хале и постројења произвођача авиона Хајнкел у Ростоцку .  Из 218. ескадриле 3. групе РАФ-а , кренуло је 6 четворомоторних  бомбардера С-29 Стирлинг Мк ка Плзењу.  Почетком  26. априла, неколико минута након поноћи  немачки ноћни ловац, ваздушни ас Офв. Карл Хаисцх , оборио је авион  В7506, који је морао принудно да слети у Хугелсхајм , 10 км северозападно од Баден-Бадена,. Нико од осмочлане посаде није преживео.  После губитка овог авиона пет бомбардера стигло је у околину Плзења. 
У 0,18, објављено је прво упозорење по приближавању страних летелицаПлзењу, на основу чега је издато упозорење о замрачивању.  У 0,45 објављена је опасност од бомбардовања из ваздуха. ваздуха и након тога, полиција, хитне службе, спасилачке екипе и друге одбрамбене снаге обавештене су о могућој опасности. У 1.14, сирене су огласиле ваздушну опасност „А“. 
Авиони су долетели до Плзења у 1.30,  када је изнад града у то време било је јако густих облака на око 300 метара висине.  У 1.32, осматрачи су видели пожар на подручју Скврнанија  а истовремено се из правца Болевца могла чути бука авиона. У 1.45, на долазак бомбардера одговорила је противваздухопловна одбрана града, односно на налета између подручја Доудлевци и затвора Бори . У том моменту јављено је из Доубравке да се једна група авиона налази изнад Централног гробља и да долази из правца Бори. Два минута касније, примећен је непознати број летелица како пристижу из правца Плзења, након чега је артиљерија на Кукавици одговорила пуцањавом, док је противавионска одбрана испалила неколико  гранате, које су летеле око Плзења. 
У 1.52, савезничка летелица су се поново појавила изнад Плзења а осматрач из Лохотина јавио је да је видео белу ракету изнад аеродрома . У овом тренутку осматрач на Доубравки такође је чуо буку мотора.  У 2.00, осматрачи су пријавили лет жуте ракете за осветљење изнад осмтрачница која је била у Слованиу на Борију, што је значило претњу за радионицу Шкода у Доудлевцу. 
Неколико минута касније, из правца Божкова могле су се чути три узастопне експлозије, која је су највероватније изазвала експлозије бачених касетних бомби из савезничког бомбардера. Истовремено, примећена је непријатељска летелица која је летела врло ниско, упркос чињеници да рефлектори још увек нису били активни. Може се претпоставити да је овај бомбардер бацио лаку ракету. Око два сата такође извштено о дејству митраљеске ватре изнад Световара . У исто време, осматрач Скухравија такође је известио о активностима рефлектора над Шкодиним погонима, чију сеу светлосни снопови осветљавали небо.  Тек око 2.10, рефлектори су осветлили савезнички бомбардер који је летео од запада ка истоку на небу изнад ћелезничке станице (или болнице), и покушали да га оборе. У 2.14, забележено је погодак авиона у полицијској станици, који је наводно требало да се сруши у смеру централног градског гробља на периферији Плзења. Убрзо након тога, примећено је бацање још једне бомбе на подручју Божков, која је вероватно пала у шуму, а отприлике у 02.30 у правцу Лохотина, забележена је бука мотора и истовремено су позване ватрогасне јединице у погођена подручја.  У 3.20 сирене су најавиле крај савезничког ваздушног напада.
Током напада из бомбардера су испаљене ракете за осветљење, авиони су неколико пута прелетали град под јаком противавионском ватром, али иако су пилоти знали циљ, видели су пожаре у малом облаку само из једне летелице и само две летелице су пролетеле преко фабрика.  Властислав Јаник наводи да је бомбе бацио само један авион, око 2.700 кг мањих запаљивих бомби.  У свом телеграму дан после напада, Лондон је изјавио да је извршио  бомбардовање из авиона.  Према историчару Јарославу Чванчари ,бомбе су бачене шест километара дање од циља.

## Последица и штетa
Ниједна бомба није погодила Шкодине производне погоне или ранжирну железничку станицу.  У 3:07 часова, моторизована патрола предвођена поручником. Кисветром, која је требало да прегледа места удара експлозивних бомби, наводи  да је у Божкову експлодирало укупно шест  бомби у фабрици Рудолф између помоћног ранжирне станице и реке Лаваславе.  
Током ваздушног напада нико није погинуо или рањен, јер су бомбе падале искључиво на пољопривредно земљиште сељака Шлајс-а и у близини колосека који су водили до фабрике Рудолф, односно ван насељеног подручја.  
Експлозије су оштетиле укупно 26 кућа у Божкову, једну у Летни , једну у Доубравки и једну у Доудлевцу.  Наводи се и уништавање хортикултурних стакленика у Лохотину и једне  противаздухопловне батерије у близини реке Мже . 
Током ноћи објављен је наводни пад војног авиона на периферији Плзења, што се, међутим, показало као погрешна информација, јер је на месту наводне летелице пронађен само запаљен балон између Леткова и Старог Плзенца .
Одређени број граната које је испаљивала плзењска противаздухопловна артиљерија падао је у Незвестице на југу Плзења . Једна граната је пала  у башту Едуарда Соукупа у близини општинске канцеларије и створио кратер током експлозије, слична ситуација била је и у другим баштама. Истог дана, немачки војници су стигли да сакупе неексплодиране гранате. 
Интервенција противпожарне екипе коју са чинили  Валчик и Кубиш почела је у 0:55, када у улици у Карлову, и убрзо је лоциран и није се проширио на стамбене зграде, али је изгорео до темеља штала са сламом, сеном, житом и паром колица, у којима су били састављени алати, угаљ и дрво.  
Пожар који су изазвали Чурда и Опалка примећен је нешто пре два сата, а ватрогасци су стигли два минута након дојаве.  Упркос интервенцији, штала са 17 тона сламе и паркираном вршалицом тешко је оштећена. Штета коју су пожари нанели власницима штала била је највећа у целој ноћи. 
Неуспех читаве операције јако је разочарао падобранце.  Радници Шкоде су такође били разочарани ,  јер је неуспех налета авиона осујетио њихов покушај да изврше диверзију. 

## Епилог
Након издаје једног од падобранаца, Карела Чурде, Гестапо је  ухапсио и погубио већину падобранаца,. Про су их грубо  испитивали, затим осудили на смрт и коначно погубили 24. октобра 1942. године у концентрационом логору Маутхаусен .  Њихове акције сачуване су у знак сећања на  њихово ћртвовање за Чехословачку на спомен-плочама постављеним на њиховим родним кућама. 

## Периодика
- Lidová demokracie Nová Doba Svobodný směr Pochodeň Rokycanský deník

## Архивска грађа
- Archiv města Plzně, Veřejný poţární útvar Plzeň: 3105. Obchodní akademie Plzeň: 273. Sbírka Honzík: 393.
- Ústřední archiv společnosti plzeňský Prazdroj Měšťanský plzeňský pivovar: 37.Plzeňský pivovar: 41.

| 21. октобар 1940. — 28. октобар 1940. — 20. новембар 1940. — 29. октобар 1941. — 26. април 1942. — 5. мај 1942 — 17. април 1943. (Добрани) — 14. мај 1943. (Радчице) — 22. фебруар 1944. — 16. октобар 1944. — 23. октобар 1944. — 16. децембар 1944. — 20. децембар 1944. — 14. фебруар 1945. — 17. април 1945. — 18. април 1945. — 25. април 1945. |